# スパイラル (ストレイテナーの曲)
『スパイラル』は、ストレイテナーの配信限定シングル。2019年3月27日に配信された。

## 概要
ストレイテナーとしては5作品目となる配信限定シングルであり、2019年1月19日に開催されたストレイテナーの20周年ライブ、『21st ANNIVERSARY ROCK BAND』のために書き下ろされた楽曲でもある。2019年4月3日に公開されたミュージックビデオには、『21st ANNIVERSARY ROCK BAND』でのライブ映像が使用されている。
2019年10月9日にリリースされるミニアルバム『Blank Map』に収録された。

## 収録曲
1. スパイラル
作詞・作曲:ホリエアツシ